# Elba (Minnesota)
Elba – miasto w Stanach Zjednoczonych, w stanie Minnesota, w hrabstwie Winona.